# Accès à Internet par ligne commutée

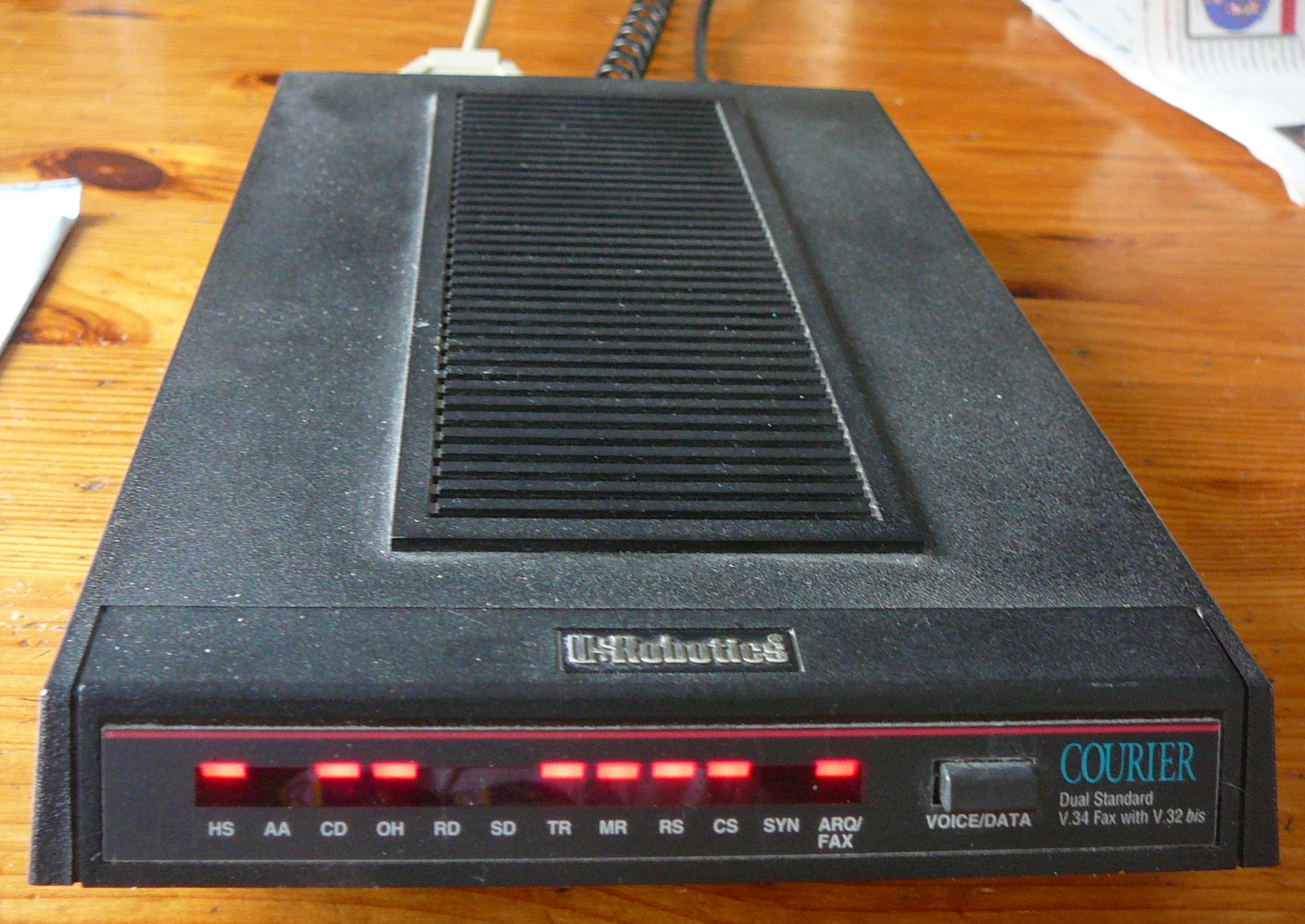
Active modem

 (septembre 2012).
Si vous disposez d'ouvrages ou d'articles de référence ou si vous connaissez des sites web de qualité traitant du thème abordé ici, merci de compléter l'article en donnant les références utiles à sa vérifiabilité et en les liant à la section « Notes et références ».
L'accès par ligne commutée ou accès à Internet par ligne commutée est un mode d'accès à internet par le biais du réseau téléphonique commuté. L'utilisateur se connecte grâce à un modem branché comme périphérique de l'ordinateur, et relié à une ligne téléphonique, pour composer le numéro du fournisseur d'accès à Internet et établir une liaison point à point, qui est alors routée vers Internet.

## Histoire
Ce type d'accès s'est généralisé à la fin des années 1990. En France en 2002, il s'agissait de l'accès prédominant alors que, 8 ans après, en 2010, moins de 10 % des ménages ayant un accès internet disposaient d'un accès bas débit.
France Telecom avait attribué aux fournisseurs d'accès à Internet des numéros de téléphone spécifiques[réf. nécessaire], qui permettaient d'accéder à Internet sans payer chaque minute au tarif d'une communication nationale.
Ce type d'accès a été concurrencé au début des années 2000 par les accès à haut débit (ADSL ou câble) qui elles-mêmes sont concurrencées par le très haut débit sur fibre optique.
En mars 2011, 437 000 foyers étaient abonnés à Internet bas débit en France.

## Fonctionnement et théorie
L'accès par ligne commutée se contente d'utiliser les fréquences audibles. De ce fait, il est impossible de téléphoner en même temps, ni même de recevoir des messages sur son répondeur. D'un point de vue extérieur (personne qui appelle), la ligne « sonne occupée ».

## Apports et limitations
Différentes technologies se sont succédé pour permettre d'augmenter les débits de 1200 à 56 000 bauds. Cette limite n'est dépassée qu'en utilisant les fréquences supérieures aux fréquences vocales (300 - 3 400 Hz) des réseaux téléphoniques commutés.
En France, les lignes de téléphone multiplexées ne permettant pas l'accès à l'ADSL sont une des principales raisons à la persistance d'usagers de l'Internet limités au bas débit.
Par conception, avec cette technologie, l'accès à internet et l'accès au téléphone sont exclusifs.
Le réseau de téléphone commuté a l'avantage d'être toujours disponible, même en cas de lignes longues ou de coupure de courant.
|                                             |                       |  |  |  |  |
| Modem 110                                   | 0.1 kbit/s            |  |  |  |  |
| Modem 300 (Bell 103 or V.21)                | 0.3 kbit/s            |  |  |  |  |
| Modem 1200 (Bell 212A or V.22)              | 1.2 kbit/s            |  |  |  |  |
| Modem 2400 (V.22bis)                        | 2.4 kbit/s            |  |  |  |  |
| Modem 2400 (V.26bis)                        | 2.4 kbit/s            |  |  |  |  |
| Modem 4800 (V.27ter)                        | 4.8 kbit/s            |  |  |  |  |
| Modem 9600 (V.32)                           | 9.6 kbit/s            |  |  |  |  |
| Modem 14.4 (V.32bis)                        | 14.4 kbit/s           |  |  |  |  |
| Modem 28.8 (V.34)                           | 28.8 kbit/s           |  |  |  |  |
| Modem 33.6 (V.34)                           | 33.6 kbit/s           |  |  |  |  |
| Modem 56k (V.90)                            | 56.0/33.6 kbit/s      |  |  |  |  |
| Modem 56k (V.92)                            | 56.0/48.0 kbit/s      |  |  |  |  |
| Hardware compression (variable) (V.92/V.44) | 56.0 - 320.0 kbit/s   |  |  |  |  |
| Server-side web compression (variable)      | 200.0 - 1000.0 kbit/s |  |  |  |  |

## Enjeux économiques
L'apport du haut débit à ces usagers est un enjeu économique : les opérateurs sont intéressés par la manne des consommateurs futurs, mais les travaux nécessaires aux évolutions techniques sont une charge importante devant être financée par le gouvernement. C'est l'objet des NRA-Med qui permettront à certains d'entre eux une montée en débit.
L'accès par ligne commutée conduit généralement à un paiement en deux parties : une part pour l'opérateur téléphonique facturée en fonction des minutes consommées, et une part au fournisseur d'accès à internet.